# 在フィンランド日本国大使館

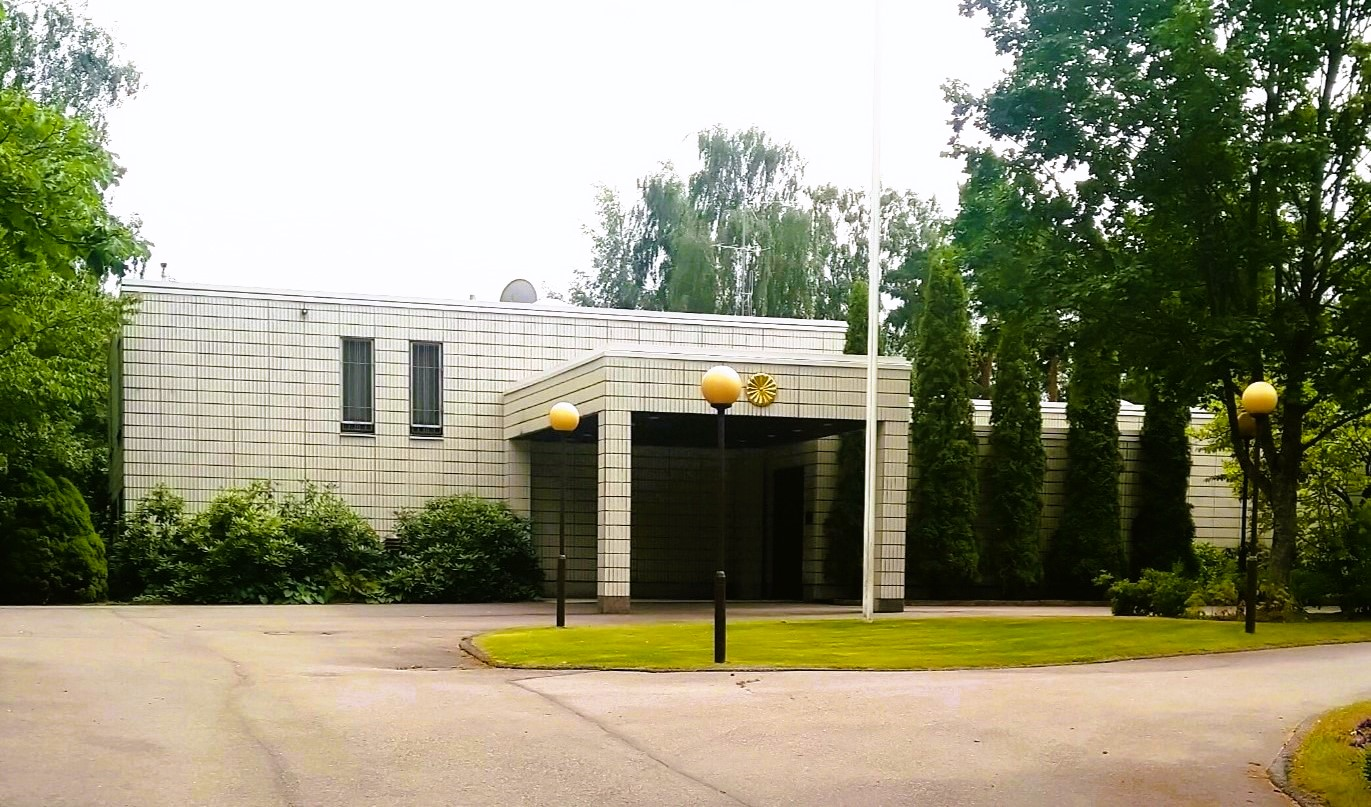
在フィンランド日本大使公邸

在フィンランド日本国大使館（フィンランド語: Japanin Suomen-suurlähetystö、スウェーデン語: Japans ambassad i Finland、英語: Embassy of Japan in Finland）は、フィンランドの首都ヘルシンキにある日本の大使館。

## 沿革
1917年12月にフィンランドが独立した後、1919年5月、大日本帝国はフィンランドを国家承認して両国間の外交関係が樹立された。1921年、畑良太郎在スウェーデン公使が兼任する形で非常駐の初代在フィンランド公使となった。
1936年、ヘルシンキに在フィンランド日本帝国公使館（フィンランド語: Japanin Suomen-lähetystö、スウェーデン語: Japans legation i Finland、英語: Legation of Japan in Finland）が開設され、酒匂秀一が常駐では初代となる在フィンランド公使に就任した。しかし、第二次世界大戦中の1944年、フィンランドが大日本帝国との国交を断絶してヘルシンキの帝国公使館も閉鎖された。
1952年4月28日、サンフランシスコ平和条約の発効により日本国が独立したが、フィンランドが同条約の締結国ではないためこの時には両国間の外交関係が再開されていない。但し、両国間の領事・通商関係は回復した。
1952年9月29日、来たる在ヘルシンキ日本国総領事館（フィンランド語: Japanin Helsingin pääkonsulaatti、スウェーデン語: Japans generalkonsulat i Helsingfors、英語: Consulate-General of Japan in Helsinki）の設置に先駆けて在外事務所が開設された。同年12月26日、衆議院での議決により在ヘルシンキ日本国総領事館の設置が定められた。
1957年に日本とフィンランドの外交関係が再開され、同年3月30日、衆議院での議決により総領事館に代わって在フィンランド日本国公使館の開設が定められた。都村新次郎が戦後初の在フィンランド公使に就任した。
1962年3月20日、衆議院での議決により公使館に代わって在フィンランド日本国大使館の開設が定められた。小島太作が史上初の在フィンランド大使に就任した。その後は両国の間で良好な二国間関係が維持されており、半世紀以上にわたって大使館が存続している。

## 住所
Unioninkatu 20-22, 00130 Helsinki

## 著名な在勤者
- 北岡元
- 北川達夫
- 小池政行
- 小島秀雄
- 杉原千畝
- 寺田済一
- 長崎輝章
- 横井忠雄